# Língua anuta
A língua anuta (Te Taranga Pakaanuta) é um idioma falado na ilha Anuta, na remota província de Temotu nas Ilhas Salomão. Antes a ilha era conhecida como “Cherry Island” em inglês. Sua área é menor do que 0,5 km² e a população é de 267 pessoas (1991). O único contato garantido da ilha com o resto do mundo é um não frequente navio cargueiro vindo de Honiara.

## Classificação
A linhagem linguística do Anuta é: Austronésia; Malaio-Polinésia (ou Formosa Extra), Malaio-Polinésia-Centro-Leste; Malaio-Polinésia-Leste; Oceânica; Oceânica-Centro-Leste; Oceânica Remota; Centro-Pacífico; Fiji-Polinésias-Leste; Polinésia-Nuclear; Samóica-Limítrofe; Futúnica;
O termo “Samóica Limítrofe” se refere às línguas polinésias faladas fora dos limites do chamado “Triângulo Polinésio” (Havaí-Nova Zelândia-Ilha da Páscoa). Anuta é, portanto, muito relacionada à língua de tikopia e outras línguas futúnicas, e mais distante das outras línguas samóicas limítrofes, como a língua tuvaluana e a língua “Leste Uveana”. Assim, mesmo sendo basicamente uma Polinésia Nuclear, o anuta apresenta muitos elementos do tonganês, o que é compreensível pelos muitos contatos que houve com Tonga.

## Escrita
A língua Anuta é escrita com o Alfabeto latino, sendo sua fonologia uma das mais pobres do mundo, são apenas os 5 sons vogais e 8 sons consoantes: K, M, N, Ng (som "ñ - nh), P ('som entre p~f), T (som entre t~s), V (som entre v~w), R (som entre r~l).

## Fonologia
Uma notória característica do Anuta é seu inventário muito pequeno de sons consoantes. Com apenas oito fonemas, é um dos menores do mundo, dentre as línguas ainda vivas e naturais. O Havaiano e umas poucas línguas também polinésias também apresentam apenas 8 fonemas consoantes, mas somente o pirarrã (da Amazônia), o rotokas (Papua-Nova Guiné) e a língua de Rurutu (Polinésia Francesa) parecem ter menos  consoantes.
As vogais, por outro lado, são apenas as 5 tradicionais, mais suas devidas formas longas.  Conforme ocorre com outras línguas Polinésias, as vogais não tônicas são opcionalmente enfraquecidas ou mesmo desaparecem entre consoantes. As vogais geminadas (longas) são normalmente (mas  nem sempre) representadas por letras duplas.
A pequena quantidade de consoantes possivelmente se originou de reduções (aglutinações ou perdas) que eliminaram todas as três fricativas mudas, bem como a Lateral a ainda a glotal oclusiva e das línguas proto-polinésias (que seria um ´q´). De forma mais específica, em anuta,  se reduziram a /p/, /t, s/ se tornaram /t/, enquanto /r, l/ se tornaram /r/. A Glotal Oclusiva e o /h/ desapareceram, o /w/ das proto-polinésias mudou para /v/ (única fricativa da língua), e em algumas situações, o /s/ também desapareceu. Há exemplos de perda da glotal oclusiva: Proto-Polinésio *leqo - anuta reo (voz). Proto-polinésio *waka - Anutan vaka (canoa).
Em algumas representações a Velar-nasal aparece como ´g´ ou ´ŋ´. As consoantes glotais oclusivas /p, t, k/ se tornam ligeiramente sonoras por vezes, sendo que  /p, t/ têm também alofones fricativos /f, s/. Após /o, u/, a labio-dental fricativa sonora /v/ é percebida como /w/, enquanto que /r/ se torna superficial em /l/. Algumas dessas variações alofônicas se devem a contatos a língua tikopoana, língua de grande influência fonológicas e léxica no Anuta.
Há alguns cognatos entre palavras tuvaluanas e do anuta:
- fafine - papine (mulher, fêmea)
- vasa - vata (mar aberto, oceano)
- lahi - rai (grande – no dialeto tuvalu norte - Nanumanga.

A tonicidade do anuta fica sempre na primeira sílaba. A estrutura silábica, independente da eliminação de vogais, é geralmente (C)V(:).

## Morfologia
A morfologia do anuta é muito similar à das línguas futúnicas, em especial da vizinha tikopia, mas também com outras línguas polinésias mais distantes. As diversas partículas nominais, verbais e as preposições, por exemplo, são frequentemente idênticas às correspondentes formas do idioma tuvalu.
A ordem das palavras é relativamente flexível, embora S-V-O geralmente prevaleça. Também há formas ergativas do tipo P-V-A (passivo-verbo-agente) com certa frequência.

## Amostra de textos
Ko te penua e tokorai – A ilha é populosa.
Te tangata e rerei – O homem é bom.
Te vaka ne ngoto. - A canou afundou
Ku oti ne kau oru ki ei. – Eu fui lá.'
Ko ia e poto i te ta o te vaka. – Ele é um especialista construtor de canoas.
Kairo na iroa te kakau.  – Ela não sabe como nadar..
E pia te ra? – qual é a hora?
Te ra e pitu. São sete em ponto'
Karanga maarie! Fale devagar (suavemente)'
Aumai poi rau paka ma aku! – Traga p/ cá uma folha do tabaco para mim.
Ko te tangata makeke e aro i te vaka rai o te ariki. - O homem forte está remando na grande canoa do chefe.
Ko ia ne ariki i te vatia koi tamaaroa. Ele se tornou chefe enquanto era solteiro.
Ko te mako ka pete e au.-  A canção para a dança será cantada por mim.
Ko te toa ne taia e natou. - O guerreiro foi destroçado por eles.
Kau piipia ki te kaiapi rakau ke momori mai ki a te au. – Eu quero um cachimbo de madeira aqui para mim.
E tapa aku mea mai. – Eu tenho mais do que tu.
Ko ai te mea e ke karanga ki ei? – Sobre quem vocês estão falando?
Mana ne karanga atu pakapepeeki? – O que papai disse?
Te tangata e tai. - Um homem.
Te ika e pua te rau e pitu mo te mata rua maa varu - Setecentos e vinte e oito peixes.
Na tamana ne karanga atu ko ia ke aru o kake i te niu. Te niu nei, maatea nga manumanu i ei. Nga roo ata mo nga morokau. Na tamana ne piipia ki nga manumanu ke naatou taa matea ko Motikitiki. Ko ia ne kake i te niu. Ne oko atu ki te poi niu. Nga manumanu ne o mai o uuti te tino o Motikitiki. Nga manumanu ne taa matea e Motikitiki. Nga roo ata mo nga morokau. Ko ia ne tori ipo te poi niu. Ko ia ne ipo ki raro. Ne au mo nga niu ki na tamana.
Português
O pai dele lhe disse para ir e subir no coqueiro. Esse coqueiro tinha muitos animais sobre ele formigas-de-cupim e centopeias. O pai dele queria que os animais matassem Motikitiki. Ele subiu no coqueiro. Ele chegou ao coco. Os animais se aproximaram do corpo de Motikitiki.  Motikitiki matou os animais, as formigas-de-cupim e as centopeias. Ele pegou o coco. Desceu ao chão. Ele veio com os cocos para seu pai.
Obs: O léxico Anuta era antes bem distinto e próprio, mas recentemente foi sendo influenciado pelas línguas tikopiana, pijin e inglês, como, por exemplo, para “mana” (pai com termo de diálogo) é muitas vezes usado como “taat”, do inglês 'daddy'.